# Earl C. Slipher
Earl Carl Slipher (Mulberry, 25 marzo 1883 – Flagstaff, 7 agosto 1964) è stato un astronomo e politico statunitense. Fratello del più noto astronomo Vesto Slipher, fu eletto alla Camera dei rappresentanti (nel biennio 1927-1928) e poi per due mandati al Senato (nei bienni 1929-1930 e 1933-1934) dell'Arizona, essendosi candidato tra i democratici.

## Biografia
Slipher nacque a Mulberry, nell'Indiana. Dopo essersi laureato nel 1906 presso l'Università dell'Indiana, nello stesso anno iniziò a lavorare presso l'Osservatorio Lowell, a Flagstaff in Arizona, e divenne un noto astronomo planetario, concentrandosi su Marte. Acquisì competenze e notorietà anche come astrofotografo, redigendo i volumi The Photographic History of Mars (1905–1961), edito nel 1962, e A Photographic Study of the Brighter Planets, edito nel 1964. Nel 1957, intervenne a proposito della possibilità della vita su Marte nell'episodio Mars and Beyond della serie televisiva Disneyland. Pur svolgendo anche attività politica, continuò a lavorare presso l'osservatorio, di cui fu direttore dopo il fratello dal 3 gennaio 1957 al settembre 1958. Cessò la propria attività di astronomo solo pochi mesi prima della sua morte.
Nello studio di Marte, ne produsse la prima fotografia a colori. Interessato allo studio dei canali di Marte, fotografò il pianeta rosso con costanza nel tempo. In tal modo, contribuì grandemente allo studio dei fenomeni stagionali sul pianeta.
Candidatosi a sindaco di Flagstaff, assunse l'incarico tra il 1918 e il 1920, impegnandosi poi nella politica statale dell'Arizona. Candidatosi per il Partito Democratico, fu eletto nella contea di Coconino alla Camera dei rappresentanti dell'Arizona, dal gennaio 1927 al dicembre 1928. Successivamente, rappresentò la contea di Coconino per due mandati non consecutivi al Senato dell'Arizona, dal gennaio 1929 al dicembre 1930 e, poi, dal gennaio 1933 al dicembre  1934.

## Riconoscimenti
Il cratere Slipher sulla Luna e l'omonimo cratere su Marte sono stati chiamati così in onore di Vesto ed Earl Slipher. Analogamente per l'asteroide 1766 Slipher, scoperto il 7 settembre 1962 dall'Indiana Asteroid Program.